# Taurus Group
Taurus Group, abans coneguda com a Taurus SA, és una empresa catalana fabricant de petits electrodomèstics, situada a Oliana (l'Alt Urgell).

## Història
Va ser fundada en un garatge per Francesc Betriu de Cal Cases i Jordi Escaler l'any 1962 a Oliana. L'empresa tenia en aquells moments 25 treballadors i fabricava molins de cafè i eixugacabells. L'empresa va representar per a Oliana un creixement sostingut, tant en població (arribant-la a duplicar i a prop dels 2.500 habitants) com en benestar social i econòmic.
El 1969 van passar a ser 600 el 1969 a tres fàbriques a Organyà (l'Alt Urgell), Oliana i Solsona (el Solsonès). L'any 1982 Taurus comptava ja amb 1.000 treballadors i exportava a 48 països.
El 1993, en un període convuls, l'empresa va ser comprada per la Generalitat de Catalunya. L'empresa va ser privatitzada el 1997, quan els empresaris Ramon Térmens i Jorge Tornini n'adquireixen el 52 % amb el compromís de quedar-se-la tota. L'empresa va continuar creixent i es va internacionalitzar. El 2012 es va celebrar el cinquantenari «amb l'orgull d'haver innovat per a tres generacions» i va rebre el Premi Pompeu Fabra. El 2014 era present a vuitanta països i tenia set centres de producció arreu del món, a la Xina, l'Índia, Sud-àfrica, Mèxic i el Brasil.

## Marques
- Alpatec[7]
- Casals
- Coffeemotion
- FAR (Marca blanca de Conforama)
- Inalsa (Índia)
- Lavakan
- Mallory (Brasil)
- Mellerware, Lucky (Sud-àfrica)
- Minimoka
- Monix
- Mycook[8]
- Práctika (Perú)[9]
- Solac[10]
- Taurus[2]
- Taurus Professional
- Turmix[5]
- White&Brown (França).
- Winsor